# 倭漢比羅夫
倭漢 比羅夫（やまとのあや の ひらぶ）とは、飛鳥時代の豪族。姓は直。冠位は大山。倭漢荒田井比羅夫（やまとのあや の あらたい の ひらぶ）・荒田井比羅夫ともいう。大化の改新の時期に、土木の分野で活躍した。

## 出自
荒田井氏の氏名は尾張国愛智郡荒大郷（現在の愛知県名古屋市緑区鳴海町に比定）に基づくと思われる。『坂上系図』が引用している『新撰姓氏録』「右京諸蕃」上の坂上大宿禰条の逸文に、「刀禰直」の子孫として「荒田井忌寸」がある。

## 経歴
『日本書紀』によると、大化元年（645年）7月、尾張国に派遣され、神にたてまつる幣（まいない）を課している。
大化3年（647年）、工人として溝涜（うなて）を誤って難波に引き、掘り直させて百姓（人民）を疲労させたという。孝徳天皇は比羅夫の誤った判断を聞き入れて、無駄な溝を掘ったのは自分の過失だとし、同時に比羅夫の役（えだち）を中止した。この時の冠位は大山。
白雉元年（650年）、難波長柄豊碕宮造営のため、古墳を壊された人、移住を命じられた人に物を賜与された際に、派遣されて宮の境界標を立てた。この時、将作大匠。
以降の事績は記述されていない。